# Louisville (Tennessee)
Louisville és una població dels Estats Units a l'estat de Tennessee. Segons el cens del 2000 tenia 2.001 habitants.

## Demografia
Segons el cens del 2000, Louisville tenia 2.001 habitants, 808 habitatges, i 581 famílies. La densitat de població era de 66,7 habitants/km².
Dels 808 habitatges en un 28,5% hi vivien nens de menys de 18 anys, en un 61,4% hi vivien parelles casades, en un 6,8% dones solteres, i en un 28% no eren unitats familiars. En el 24,4% dels habitatges hi vivien persones soles el 8% de les quals corresponia a persones de 65 anys o més que vivien soles. El nombre mitjà de persones vivint en cada habitatge era de 2,44 i el nombre mitjà de persones que vivien en cada família era de 2,91.
Per edats la població es repartia de la següent manera: un 22,4% tenia menys de 18 anys, un 6,6% entre 18 i 24, un 29,5% entre 25 i 44, un 29,8% de 45 a 60 i un 11,7% 65 anys o més.
L'edat mediana era de 40 anys. Per cada 100 dones de 18 o més anys hi havia 96,1 homes.
La renda mediana per habitatge era de 40.950 $ i la renda mediana per família de 53.558 $. Els homes tenien una renda mediana de 34.688 $ mentre que les dones 26.010 $. La renda per capita de la població era de 22.086 $. Entorn del 8,2% de les famílies i el 12,1% de la població estaven per davall del llindar de pobresa.

## Poblacions més properes
El següent diagrama mostra les poblacions més properes.